# 이용범 (인천광역시의원)
이용범(李龍範, 1952년 12월 1일 ~ , 장성군 동화면 구림리 통안마을)은 대한민국 인천광역시의회 의원이다.

## 학력
- 경기대학교 학사
- 인천대학교 교육대학원 석사

## 경력
- 2010년 7월 1일 ~ 2014년 6월 30일 : 제6대 인천광역시의회 의원
- 2014년 7월 1일 ~ 2018년 6월 30일 : 제7대 인천광역시의회 의원
- 2018년 7월 1일 ~ 2022년 6월 30일 : 제8대 인천광역시의회 의원
- 2018년 7월 1일 ~ 2022년 6월 30일 : 제8대 인천광역시의회 의장
- 2018년 7월 ~ 2019년 8월 : 제16대 전국시도의회의장협의회 전반기 감사
- 2019년 8월 ~ 2022년 6월 : 제16대 전국시도의회의장협의회 후반기 부회장

## 역대 선거 결과
|  | 28.71% |

|  | 57.71% |

|  | 55.04% |

|  | 73.07% |